# Mizukagami
Le Mizukagami (水鏡) est un conte historique japonais qui semble dater du début de l'époque de Kamakura, vers 1195. Les spécialistes s'accordent généralement à en attribuer la paternité à Nakayama Tadachika mais le véritable auteur est inconnu. C'est le troisième livre de la série des « quatre miroirs ».
Le cadre historique en est la période la plus reculée du Japon avec l'empereur légendaire Jimmu et se termine avec l'empereur Ninmyō. L'histoire est racontée par une vieille femme fictive à qui rend visite un moine bouddhiste tandis qu'il réside au temple Hase-dera. Tous les faits relatés sont tirés du Fusō ryakuki (扶桑略記) rédigé par Kōen (皇円).